# Kapamilya Channel
Kapamilya Channel (lit. 'Familjkanal') är en filippinsk betal-TV kanal som ägs och drivs av ABS-CBN Corporation. Kanalen började sända den 13 juni 2020 kl 5.30.  Kapamilya Channel etablerades som en tillfällig ersättning för ABS-CBN:s huvud TV-kanal Channel 2 medan ABS-CBN:s licensansökning genomgår en lagstiftande process. ABS-CBN:s huvud TV-kanal slutade sina sändningar den 5 maj 2020 på order från det filippinska telekommunikationsverket eftersom ABS-CBN:s licens inte förnyades av Filippinernas Kongress i tid.
Kanalen är tillgänglig till kabel- och parabol- leverantörer som är medlem i Philippine Cable Television Association (PCTA). Denna tillåter ABS-CBN Corporation att fördela innehållet eftersom telekommunikationsverkets order täcker endast ABS-CBN:s marksända TV- och radio-stationer. Kanalen och dess program är också tillgängliga inom Filippinerna på den filippinska streamingtjänsten iWant.

## Program
Kapamilya Channel:s program består av program som tidigare sändes på Channel 2 innan den slutade sina vanliga programmering på grund av COVID-19-pandemin och Channel 2:s nedläggning.  Det ingår varietén It's Showtime, ASAP Natin 'To, och talangprogrammet The Voice Teens.  Kanalen ska också sända dramaserier som Ang Probinsyano, A Soldier's Heart, och Love Thy Woman; samt talkshowen Magandang Buhay.

### Samhällsprogram
- Kuha Mo! (repris)[1]
- Paano Kita Mapasasalamatan[4][5]
- S.O.C.O.: Scene of the Crime Operatives (repris)[1]
- Iba 'Yan

### Talkshower
- Gandang Gabi Vice
- Magandang Buhay

### Utbildning
- Epol/Apple[1]
- Sine'skwela[1]
- Bayani[1]
- Hiraya Manawari[1]
- Wikaharian
- MathDali

### Fitness
- Team FitFil

### Dokusåpor
- The Voice Teens (season 2)

### Religiösa program
- Kapamilya Daily Mass
- Feast TV
- The Healing Eucharist

### Drama
- Ang Probinsyano
- A Soldier's Heart
- Cara Y Cruz
- Love Thy Woman
- Precious Hearts Romances Presents
- The General's Daughter
- Ipaglaban Mo
- Starla
- Maalaala Mo Kaya
- Familiar Wife[6]
- The World of the Married Couple[7]
- Meteor Garden
- W: Two Worlds
- 2gether: The Series[8]

### Variete
- It's Showtime
- ASAP Natin 'To

### Frågesport
- I Can See Your Voice (säsong 2)

### Movie blocks
- Movie Central Presents
- Kapamilya Blockbusters
  - KB Family Weekend
  - Kapamilya Action Sabado
- FPJ Da King
- Kapamilya Gold Hits